# هوبير فان نيروم
هوبير فان نيروم (مواليد 24 مايو 1908) هو مبارز بالسيف بلجيكي، مثّل بلاده في الألعاب الأولمبية الصيفية 1936.

## روابط رياضية
هوبير فان نيروم على موقع أوليمبيديا (الإنجليزية)